# اسکون، پرت و کینروس
اسکون (به انگلیسی: Scone) یک شهرک در اسکاتلند است که در پرت و کینروس واقع شده‌است. اسکون ۴٬۴۳۰ نفر جمعیت دارد.